# Colonia Sonora, Oaxaca
Colonia Sonora är en ort i Mexiko.   Den ligger i kommunen San José Independencia och delstaten Oaxaca, i den sydöstra delen av landet, 290 km sydost om huvudstaden Mexico City. Colonia Sonora ligger 106 meter över havet och antalet invånare är 141.
Terrängen runt Colonia Sonora är varierad. Runt Colonia Sonora är det ganska tätbefolkat, med 86 invånare per kvadratkilometer. Närmaste större samhälle är Isla Soyaltepec, 16,4 km öster om Colonia Sonora. I omgivningarna runt Colonia Sonora växer i huvudsak städsegrön lövskog.